# Szügy
Szügy is een plaats (község) en gemeente in het Hongaarse comitaat Nógrád. Szügy telt 1465 inwoners (2001).

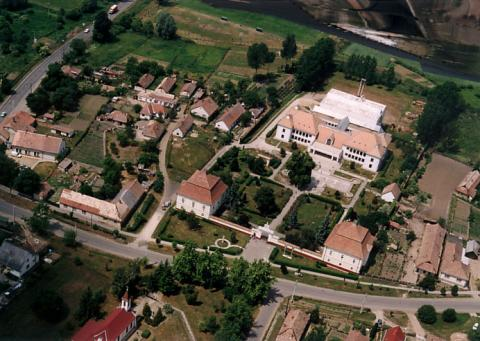
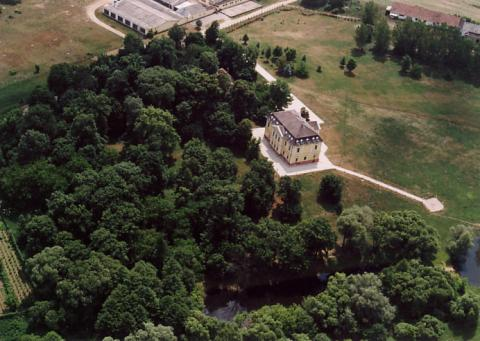
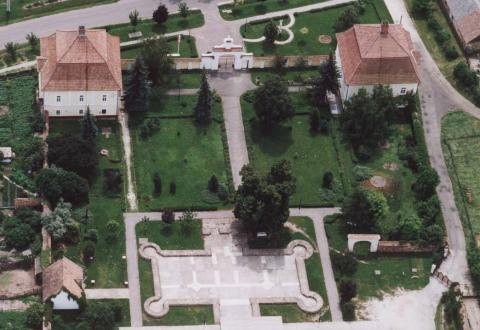